# Váncza Mihály
Váncza Mihály (Miskolc, 1859. november 14. – Szolnok, 1918. április 30.) középiskolai tanár, hírlapíró és szerkesztő.

## Élete
Váncza Mihály és Elizeus Julianna fiaként született, vallása református. Nagyapja Wándza Mihály festő, színész és rendező; húga Váncza Emma fényképész, öccse Váncza József patikus. A gimnáziumot szülőhelyén, a jogot a budapesti egyetemen végezte; már gimnáziumi tanulóként minden díjat elnyert az önképzőkör pályázatán. 1877-ben egy évig vezette a budapesti magyar királyi központi meteorológiai intézet miskolci észlelési állomását, mely távozásával ismét megszűnt. Tagja volt a bécsi «Österr.-Gesellschaft für Meteorologie»-nek.
Már egyetemi hallgatóként, 1878 és 1881 között is dolgozott különféle újságoknak. A Budapest (1880-83), a Debrecen, Miskolcz, Arad és Vidéke (1881), a Kecskemét, Képes Családi Lapok (1880-82), a Borsodmegyei Lapok (1881-83), a Borsod, Regélő Themis (Eger, 1881-82), az Abaujvár (1881-84), a Mátravidék (Eger, 1880-81) és több más hírlap munkatársa volt. 1881-től Miskolcon dolgozott hírlapíróként és az Egyetértés budapesti politikai napilap tudósítójaként. Abban az évben, amikor Ferenc József király megjelent a miskolci hadgyakorlatokon, Váncza két fontos táviratot tett közzé az Egyetértésben, melyeket a királyi papírkosárban talált. Ezek a sürgönyök annak idején egész Európa figyelmét felkeltették, és Vánczát a közzététel miatt három napi fogházra ítélték.
1884 októberében feleségül vette Bankos Margit írónőt, Bankos Károly kunszentmiklósi járásbíró (Petőfi Sándornak évekig legbizalmasabb barátja) leányát. Az 1890-es évek elején a mezőtúri református gimnázium helyettes tanára volt, ahol mennyiségtant és történelmet tanított. Az 1900-as évek elején a magyar királyi állami felsőbb leányiskolának volt a tanára. Neje, Bankos Margit 1895. május 16-án elhunyt. Váncza később Kajdácsi Margittal kötött házasságot. 1918. április 30-án hunyt el, délután 2 órakor, ütőérelmeszesedésben.

## Munkái
- Hulló levelek. Költemények, elbeszélések, útirajzok. Bpest, 1879. (Tischler Károllyal).
- A társadalom bogarai. Miskolcz, 1882.
- Szép asszony hálója. Regény. Uo. 1885. Három kötet.
- Handbuch der ung. Literaturgeschichte. Leipzig, 1885. Két kötet.
- Mathematikai ismétlőkönyv. Technikusok s tanárjelöltek számára, számos példával. Bpest, 1892. (Kőnyomat).
- Föld alatt és föld felett. Regény. Mező-Túr, 1893. (Ism. Fővárosi Lapok 351. sz.).
- A determinansok elmélete és alkalmazása iskolai és magánhasználatra. 2. jav. kiadás. Bpest, 1897. (Kőnyomat).
- A kísérleti fizika elemei. 3. jav. és bőv. kiadás. Uo. 1900. (Kőnyomat).
- Természettan és csillagászat elemei. A felsőbb leányiskolák V. és VI. osztályai, tanítóképezdék és felső kereskedelmi iskolák számára. 371 szövegábrával. Bpest, 1902.

### Fordított színművei
- A falusi vőlegény, vígjáték 5 felvonásban. Nota Albert után olaszból (1879)
- A czívódás oka, vígjáték 1 felvonásban. Lindau Pál után (1882).

Szerkesztette 1883 januártól márciusig a Miskolcz c. társadalmi lapot és a Hölgyvilág c. divatlapot; 1884 januártól 1885 januárig a Miskolcz és Vidéke c. politikai lapot, mely lap számára könyvnyomdát alapított, ez azonban a lappal együtt szintén megszűnt.